# Die Rote Kapelle
Die Rote Kapelle ist ein Dokumentarfilm von Stefan Roloff, der im Jahr 2003 in Das kleine Fernsehspiel/ZDF, 2004 im Arsenal und bei Anthology Film Archives lief. Thema des Filmes ist die Widerstandsgruppe „Rote Kapelle“ im Dritten Reich. Der Film wurde 2005 von den US Women Critics zum besten ausländischen Film nominiert. Die Quelleninterviews zu diesem Film sind auf der Webseite des United States Holocaust Memorial Museum einsehbar.

## Inhalt
Die Rote Kapelle, eine der größten zivilen deutschen Widerstandsgruppierungen gegen Hitler, wurde bis vor Kurzem als kommunistisches Spionagenetz diskreditiert – erst von der Gestapo und dann von Geheimdiensten. Zum ersten und einzigen Mal erzählen in diesem Film inzwischen verstorbene Überlebende und Angehörige ihre Geschichte, mit Rückblenden / Spielszenen in Form einer bahnbrechenden Animationstechnik. Die Mitglieder der Roten Kapelle bildeten einen Querschnitt durch die Gesellschaft, durch politische wie religiöse Überzeugungen. Putzfrauen, Aristokraten, Professoren, Studenten, Künstler, Anwälte, Militärs und Regierungsangestellte, Frauen wie Männer, kämpften für die gleichen Ziele. Der älteste Festgenommene war 86, der jüngste 16. Und vielleicht am auffälligsten für diese Zeit, bestand die Gruppierung zu 40 % aus Frauen. Die Mitglieder halfen Menschen, der Verfolgung zu entkommen und führten eine Wahrheits- und Informationskampagne durch. Hitler führte extra für sie den Tod durch den Strang wieder ein. Ihre Existenz sollte streng geheim gehalten werden, um der Öffentlichkeit kein Beispiel zu geben. Die Überlebenden wurden von der Gestapo "Rote Kapelle" genannt, um sie als Kommunisten zu diskreditieren; während der Zeit des Kalten Krieges wurden die Überlebenden zum Ziel einer zweiten Verfolgungswelle.